# Králův Dvůr (stacja kolejowa)
Králův Dvůr – stacja kolejowa w miejscowości Králův Dvůr, w kraju środkowoczeskim, w Czechach. Znajduje się na wysokości 235 m n.p.m.
Jest zarządzana przez Správę železnic. Na stacji nie ma możliwości zakupu biletu, a obsługa podróżnych odbywa się w pociągu.

## Linie kolejowe
- 170 Beroun - Plzeň - Cheb